# Boomkweker

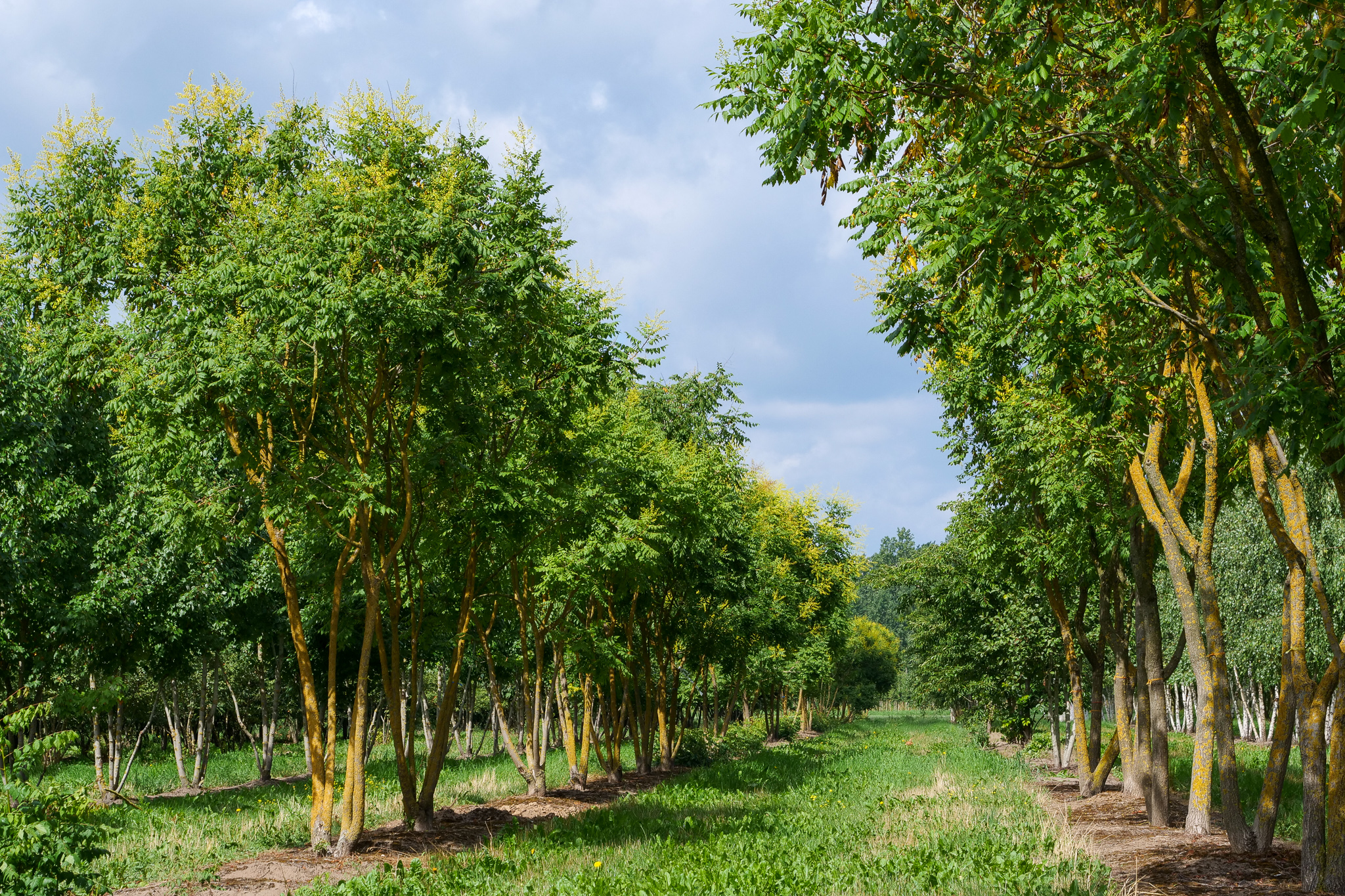
Van den Berk Boomkwekerijen

Een boomkweker is een tuinder die zich bezighoudt met boomteelt. Hij vermeerdert en teelt bomen, heesters, vaste planten, vruchtbomen of coniferen. 
Boomkwekers, of boomtelers, hebben hun bedrijven verspreid over het hele land. Er zijn daarnaast in Nederland enkele teeltcentra, zoals in:
- Noord-Brabant (Zundert & Sint-Oedenrode)
- Boskoop
- Opheusden (Betuwe)
- Oost-Groningen.

In Vlaanderen concentreert het teeltcentrum zich in:
- Wetteren
- Wingene en Beernem
- Waregem

## Boomkwekerijsector in Vlaanderen
De boomkwekerijsector in Vlaanderen is een complexe sector die zich op het kruispunt bevindt tussen landbouw, bosbouw en sierteelt. De focus en aard van de bedrijven zijn sterk afhankelijk van de bodemsamenstelling en de regio. Opvallend zijn de sterke familiale structuren.
De boomkwekerijsector is in te delen in drie grote groepen:
- bosboomkwekerijen
- (sier)boomkwekerijen
- fruitboomkwekerijen

De bosboomkwekerijen zijn geclusterd in de regio Wingene/Beernem. Dit komt door een goede bodem (zandleem) en gunstige klimatologische omstandigheden (invloed van de zee). Ondanks het agrarische karakter is de sector gekenmerkt door een industriële bedrijfscultuur met buitenlandse agenten, verkoopdienst, hr-afdelingen ... Internationale handels is vooral met Duitsland, Frankrijk en Engeland. De groep bosboomkwekers werken vooral b2b. Secundaire boomkwekerijen (die de plantjes verder opkweken) en de overheid zijn de voornaamste klanten. Het is een vrij arbeidsintensieve sector: de vele loonarbeiders compenseren de nood aan handarbeid. De gebruikte machines zijn meestal aangepaste tuinbouwmachines.